# Ajkaceratops
Ajkaceratops là một chi khủng long, được Ösi Butler & Weishampel mô tả khoa học năm 2010.